# Urwaldrelikt
Als Urwaldrelikte werden Arten bezeichnet, die in ihrem Vorkommen auf naturnahe Wälder beschränkt sind, die eine lange ununterbrochene Vergangenheit als Wald haben. Der Begriff wird vor allem für Insekten in Mitteleuropa verwendet.

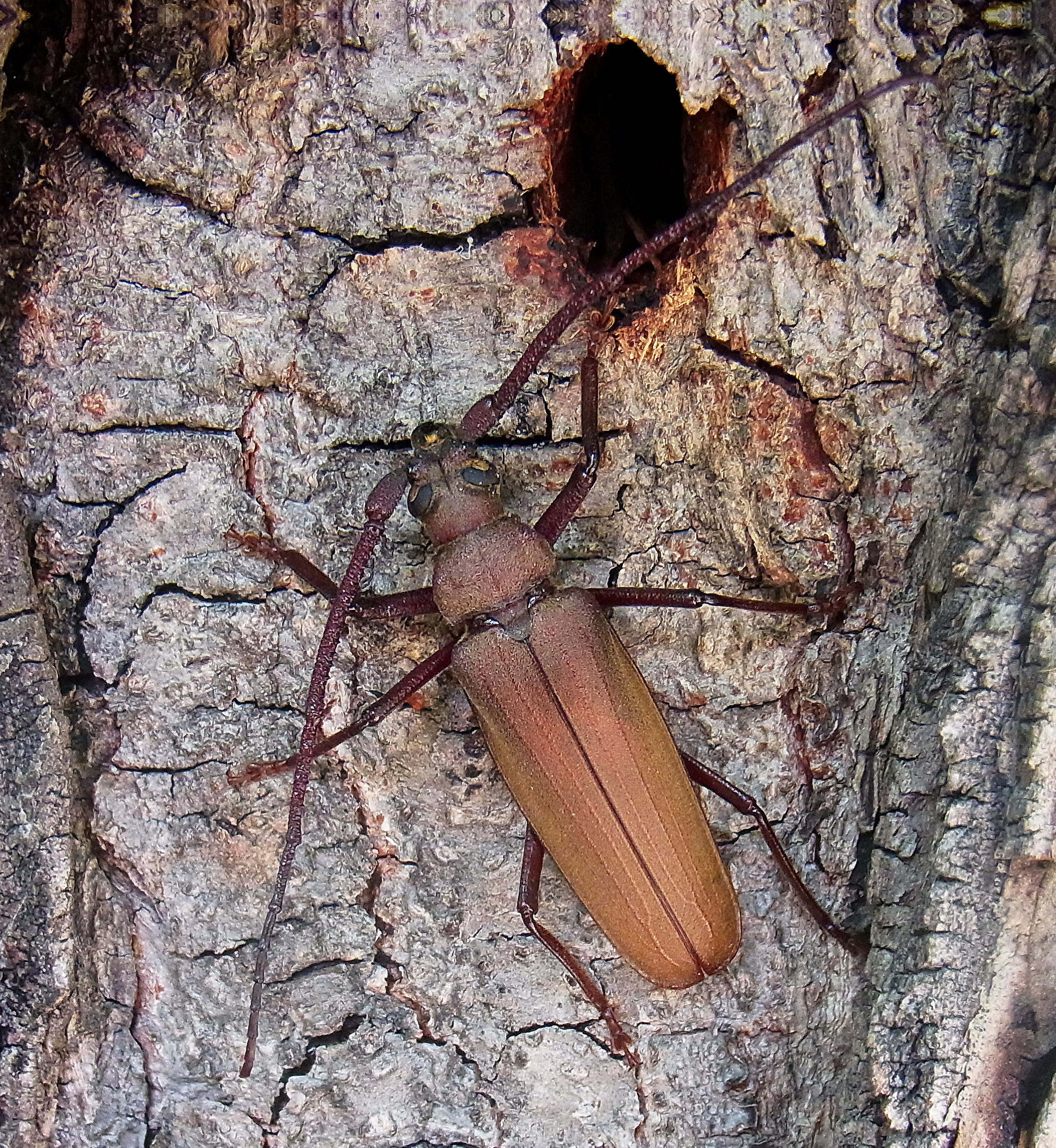
Der Körnerbock ist in Mitteleuropa ein sehr seltenes Urwaldrelikt.

## Einführung
Echte „Urwälder“ gibt es zumindest in Deutschland nicht mehr, da alle Wälder einer Nutzung/Bewirtschaftung durch den Menschen unterliegen oder ehemals unterlagen. Dennoch gibt es Wälder, die seit langer Zeit kontinuierlich in einem naturnahen Zustand sind.
Ein bewirtschafteter Wald (ein sogenannter Forst) unterscheidet sich aus ökologischer Sicht von einem Naturwald. Der deutlichste Unterschied ist, dass in einem Forst fast alle Bäume zur Nutzung entnommen werden. Die Bäume erreichen im Forst also meist nicht so ein hohes Alter wie in einem Wald. Dadurch fehlen viele Habitatstrukturen, die erst an alten Bäumen auftreten, etwa mit Mulm gefüllte Baumhöhlen.
Außerdem fehlt durch die Holzentnahme eine große Menge an Totholz, das Lebensraum für zahlreiche Tiere und Pilze ist. Dabei ist zu bedenken, dass einige Arten groß dimensioniertes Totholz benötigen. Die Äste, die bei der Forstwirtschaft als Rest im Wald bleiben, reichen ihnen nicht. Stehendes Totholz, also stehende abgestorbene Bäume, weisen ein bestimmtes Mikroklima auf und sind nicht mit liegendem Totholz gleichzusetzen.
Einige Totholzlebensräume sind kurzlebig, weil sie nur ein kurzes Stadium im Werden und Vergehen eines Baumes umfassen. Viele Käferarten besiedeln einen Altbaum nur, wenn er nach einem langen Leben geschwächt ist und abstirbt (etwa der Große Eichenbock). Ebenso gibt es Arten, die nur ein kurzes Zerfallsstadium des Totholzes besiedeln. Aber auch langlebige Lebensräume, wie Baumhöhlen, sind vergänglich.
In stark bewirtschafteten Wäldern, in denen Habitatbäume rar gestreut sind, müssen Arten sehr mobil sein, um von einem punktuell auftretenden vergänglichen Lebensraum zum nächsten zu wechseln.

## Definition
Die Urwaldrelikte sind wenig mobile Arten, die nach der intensiven Waldnutzung und Entwaldung der Vergangenheit nur noch in zerstreuten Restpopulationen vorkommen. Sie konnten an Standorten überdauern, die eine lange Geschichte als naturnahe Wälder haben. Die Arten sind in ihrer Ausbreitungsfähigkeit eingeschränkt, etwa durch Flugunfähigkeit oder Standorttreue. Durch ihre geringe Mobilität können sie auch Wälder kaum neu besiedeln, die auf ehemals entwaldeten Gebieten wachsen oder in der Vergangenheit zu arm an naturnahen Habitatstrukturen waren. In einem natürlichen Wald wäre Alt- und Totholz im Überfluss vorhanden, so dass die hohe Mobilität unnötig wäre.
Folgende Eigenschaften definieren eine Art also als Urwaldrelikt:
- hohe Ansprüche an Totholzqualität und -menge
- Bindung an Standorte, die eine Kontinuität der Altersphase der Waldentwicklung aufweisen
- reliktäres Vorkommen in Mitteleuropa
- aus den kultivierten Wäldern Mitteleuropas verschwindend oder schon verschwunden.

Solche Arten können auch in Parks vorkommen, da dort Altbäume wegen ihrer Ästhetik erwünscht sind, nicht ohne zwingende Notwendigkeit geschlagen werden und daher oft ein besonders hohes Alter erreichen. Obwohl sie nicht auf naturnahe Wälder zurückgehen, haben Parks oft dennoch über Jahrhunderte hinweg Refugien für totholzassoziierte Insekten dargestellt. Auch der Eremit findet sich deshalb oft in Höhlen von Altbäumen, die in Parkanlagen stehen.

## Naturschutzfachliche Bedeutung
Das Vorkommen von Urwaldreliktarten ist ein Bioindikator für die Naturnähe eines Waldes. Wegen der Abhängigkeit der Urwaldrelikte von der Habitatkontinuität ist sowohl der aktuelle Zustand als auch die Historie erfasst. Urwaldreliktarten helfen Waldflächen zu erkennen, die besonders schützenswert sind.

## Beispiele
- Körnerbock (Aegosoma scabricorne)[2]
- Großer Eichenbock (Cerambyx cerdo)[2]
- Veränderlicher Edelscharrkäfer (Gnorimus variabilis)[2]
- Veilchenblauer Wurzelhalsschnellkäfer (Limoniscus violaceus)[2]
- Menephilus cylindricus (eine Art der Schwarzkäfer)[1]
- Eremit (Osmoderma eremita)[2]
- Rotrandiger Flachkäfer (Peltis ferruginea)[3]
- Ungleicher Furchenwalzkäfer (Rhysodes sulcatus)[2]
- Alpenbock (Rosalia alpina)[2]

Auch eine Moosart entspricht der Definition, Dicranum viride. Es wächst nur auf alten Laubbäumen und ist auf Habitatkontinuität angewiesen, da es sich kaum durch Sporen vermehrt, sondern vegetativ.

## Forschungsgeschichte
Das Problem, dass xylobionte Arten durch intensivierte Landnutzung seltener werden, war bereits im 19. Jahrhundert bekannt. Der Begriff „Urwaldrelikt“ wurde von Karl Dorn im Jahr 1935 geprägt. Danach wurde der Begriff regelmäßig verwendet, es gab jedoch keine einheitliche Definition. Ein Team von Koleopterologen hat im Jahr 2005 eine klare Definition des Begriffes verfasst und darauf basierend eine Liste mit 115 Käferarten erstellt, die in Deutschland als Urwaldrelikte interpretiert werden. Darauf folgte im Jahr 2018 die Publikation einer Liste mit 162 mitteleuropäischen Urwaldrelikt-Käfern.